# 大元帥明王

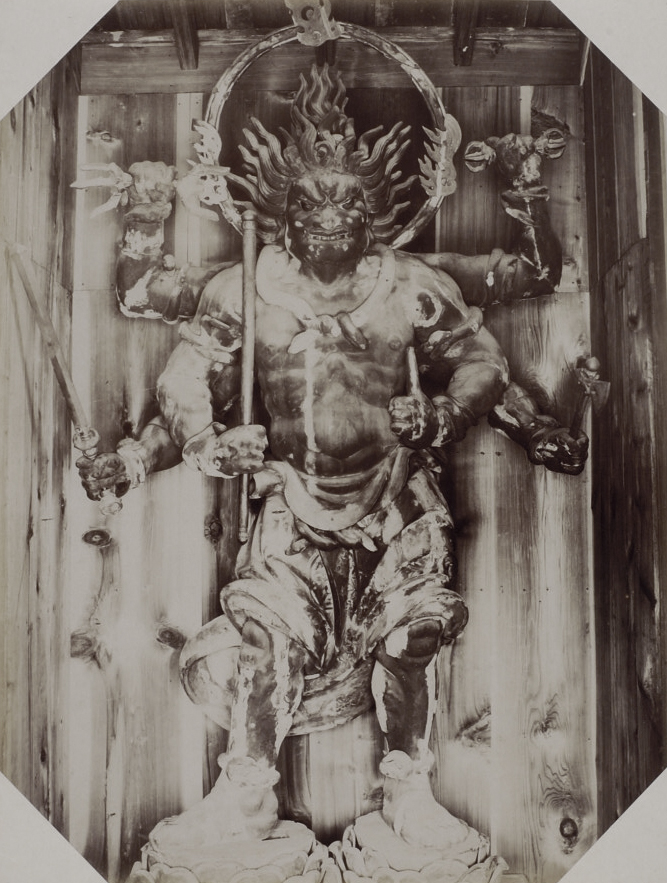
秋篠寺大元帥明王像（工藤利三郎撮影、1929年以前）

大元帥明王（だいげんすいみょうおう、サンスクリット: Āṭavaka）は、仏教（特に密教）における尊格である明王の一つ。なお、真言密教においては「帥」の字は発音せず「たいげんみょうおう」と読み、また太元明王と記すこともある。

## 概説
大元帥明王は、古代インド神話に登場する非アーリアンの鬼神アータヴァカ（Āṭavaka）に由来し、「荒野鬼神大将」と漢訳される。直訳すると「林に住む者」、「林の主」の意味となる。
毘沙門天の眷属である八大夜叉大将の一尊に数えられ、無比力夜叉、阿吒縛迦夜叉大将、阿吒縛迦鬼神元帥とも呼ばれる。
このようなアータヴァカは、インド神話において弱者を襲って喰らう悪鬼神とされたが、密教においては大日如来の功徳により善神へと変じ、その慰撫しがたい大いなる力は国家をも守護する護法の力へと転化させ、明王の総帥となった。
大元帥明王は大元帥の名が示すとおり、明王の最高尊である不動明王に匹敵する霊験を有するとされ、一説には「全ての明王の総帥であることから大元帥の名を冠する」と言われる。
日本への伝来は、小栗栖の常暁によって請来されたという。常暁は栖霊寺・文祭から太元法を受けて、諸尊像や経軌を書写して持ち帰り、840年（承和7年）に法琳寺に安置されて以降、宮中で修法されるようになった。
大元帥明王は国土を護り敵や悪霊の降伏に絶大な功徳を発揮すると言われ、「必勝祈願」や「敵国粉砕」「国土防衛」の祈願として宮中では古くから大元帥明王の秘法（大元帥法）が盛んに厳修されてきた。
なお、軍組織における大元帥や元帥の呼称は、この大元帥明王からきているという説もある。

## アータヴァカの説話
立川武蔵（国立民族学博物館教授）は、
と述べている。

## 姿像

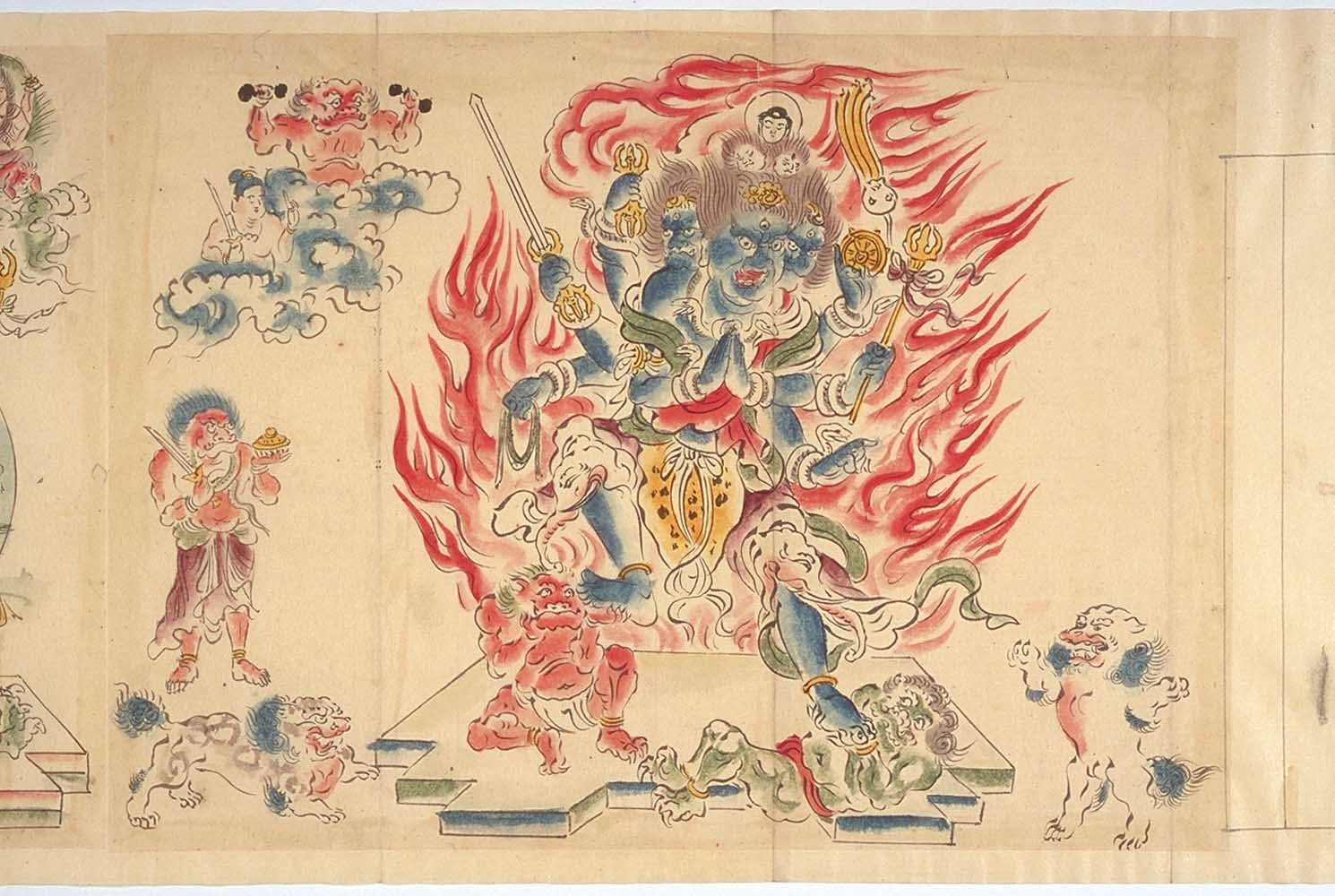
大元帥明王　平安時代の仏像図集『図像抄』（十巻抄）より。永厳・著

大元帥明王の仏像は奈良市所在の秋篠寺の秘仏として安置されている鎌倉時代作のものが知られる。絵巻や掛軸等は全国に残るがその数は決して多くはなく、描かれた姿も一面六臂から八面十六臂まで様々である。
秋篠寺に残る大元帥明王像は一面六臂の憤怒相であり、東大寺の仁王像を彷彿とさせる筋骨隆々たる逞しい体つきで六本の腕に武器を構え、軍荼利明王 と同様、身体に蛇を巻き付けている。顔はもはや憤怒相を通り越してまさに鬼神そのものとも言うべき恐ろしい相であり、髪は怒りによって天を衝くように逆立つ。
また、京都の東寺にも存在し、国家をあげての調伏に利用されている。

## 真言・印相・三昧耶形
真言　ノウボウ　タリツ　タボリツ　ハラボリツ　シャキンメイ　シャキンメイ　タラサンダン　オエンビ　ソワカ (Namo tariḥ taburiḥ bhara buriḥ śakyame śakyame trasaddhāṃ uyaṃvi svāhā)

## 寺院
秋篠寺
- 所在地：奈良市秋篠町757
- 大元帥明王像は秘仏のため、毎年6月6日の大祭当日のみ公開される。

理性院（りしょういん：醍醐寺塔頭）
- 所在地：京都市伏見区醍醐東大路町22
- 大元帥明王は、80年に一回公開される。2007年（平成19年）に公開された。

太元堂（東寺）
- 所在地：京都市南区九条町1
- 毎月21日にお堂が開けられるが像自体の公開はしていない。

京善寺
- 所在地：大阪市東住吉区桑津3丁目21-9
- 秘仏ではなく、参拝時に願い出れば間近での拝観も可能。

慈光院
- 所在地：富山県小矢部市西町5-6
- 毎年10月17日の火渡り法要当日のみお堂が開けられる。
- 高さ約4メートルで日本最大級の大きさ。

田村神社
- 所在地：福島県郡山市田村町山中字本郷135
- 旧鎮守山泰平寺の本尊（田村神社本殿内秘蔵）。
- 大元帥明王像は同じく旧本尊・聖観世音菩薩像と共に毎年1月13日と旧暦6月13日の2度公開。

## 博物館等
- 東京国立博物館